# Герлиц, Ирина Яковлевна
Ирина Яковлевна Герлиц (29 апреля 1966, село Краснокутск, Казахская ССР) — советская и казахстанская баскетболистка. Заслуженный мастер спорта СССР (1992).

## Биография
Выступала за команду «Университет» (Алма-Ата). Играла в клубах Испании и Франции. Рост — 192 см.
В настоящее время живёт в Бордо. Муж — экс-волейболист «Дорожника» Виктор Козик.

## Достижения
- Чемпионка ОИ 1992
- Бронзовый призёр ОИ 1988
- Серебряный призёр ЧМ 1986
- Чемпионка Европы 1987, 1989